# Polyblastia terrestris
Polyblastia terrestris är en lavart som beskrevs av Th. Fr. Polyblastia terrestris ingår i släktet Polyblastia och familjen Verrucariaceae.   Inga underarter finns listade i Catalogue of Life.